# Покрокова тактика (жанр відеоігор)

Покроковий бій в XCOM: Enemy Unknown (2012)

Покрокова тактика (англ. tactical turn-based скор. TTB, або покрокова тактична гра англ. turn-based tactics, скор. TBT) — це піджанр стратегічних відеоігор, в якому ігровий процес розділений на окремі кроки для симуляції бойових дій малого масштабу (переважно на рівні не вище взводу або роти), використовуючи при цьому елементи військового оперативного мистецтва і військової тактики — на відміну від глобальніших покрокових стратегій (TBS), які тяжіють до більшого рівня абстрактності.
Ігровий процес покрокових тактичних ігор вимагає вирішення гравцем поставленої бойової задачі з використанням обмеженої кількості наданих на початку бойових одиниць, при цьому є більш-менш реалістичне (або, принаймні, правдоподібне) відображення реально-життєвої військової тактики і оперативних дій. Прикладами ігор цього жанру є такі серії, як Jagged Alliance, X-COM, а також багато тактичних рольових ігор, такі як серія ігор Final Fantasy Tactics та ігри компанії Nippon Ichi.

## Загальна характеристика жанру
На відміну від тактики в реальному часі, яка включає в себе істотний елемент екшену, ігровий процес покрокової тактики деталізованіший і в переважно зводиться до роздачі наказів між кроками. З іншого боку, на відміну від покрокової стратегії, що тяжіє в боях до успадкованого від настільних ігор високого ступеня абстрактності, в якій результат протистояння зазвичай вирішують чисельність бойових одиниць (так званих юнітів) і їхні характеристики, в покроковій тактиці зазвичай відсутня економічна складова, а бойова система намагається більш або менш реалістично передати особливості реально-життєвих тактик і управління військами в бою. У більшості випадків від гравця очікується досить швидке, точне, за якомога менше число кроків, виконання складного, продуманого тактичного задуму, що приводить до рішучої перемоги, без характерних для покрокової стратегії довготривалих приготувань і вирішальної ролі якісно-кількісних показників юнітів, але і без умовностей, властивих більш орієнтованим на екшен іграм.
Другою характерною особливістю ігор цього жанру є, як випливає з його назви, їх покроковий характер, що є прямим відсиланням до настільних тактичних варгеймів, від яких цей жанр відеоігор веде свій родовід.
Для більшості покрокових тактичних ігор характерні більш глибоко опрацьовані, ніж у стратегіях, оточення і бойові одиниці (підрозділи). Навколишнє середовище часто надає можливість використання гравцем, для досягнення ігрової переваги, елементів рельєфу, дальності видимості, часткових і повних укриттів. Кожен юніт має індивідуальну статистику, яка поліпшується («прокачується») у міру отримання досвіду. Часто індивідуалізація юнітів заходить ще далі, пропонуючи гравцеві детальне налаштування їхньої зовнішності, озброєння, особливостей поведінки, що зближує цей жанр з рольовими комп'ютерними іграми. Такий підхід, на відміну від стратегічних ігор, де юніти зазвичай являють собою сіру масу, позбавлене індивідуальності «гарматне м'ясо», дозволяє гравцеві формувати емоційний зв'язок з персонажами гри, підштовхуючи його до більш «дбайливого» поводження з підконтрольними йому військами, що може давати також і деяку суто ігрову перевагу (наприклад, більш «досвідчені» юніти б'ються істотно краще і ефективніше, ніж «новобранці»).

## Історія
Перші комп'ютерні реалізації тактичних варгеймів з'явилися практично одночасно з поширенням у 1980-х роках перших масових мікрокомп'ютерів і персональних комп'ютерів. Прикладом можуть послужити такі ігри, як Rebelstar Raiders (з 1984 року), Elthlead (з 1987 року) і Lightning Bacchus (1989), випущені компанією Nintendo ігри серії Wars (з 1988), серія Nectaris від Hudson Soft (з 1989),, а також серії ігор за авторством Ґері Ґрізбі, розроблені під Commodore 64 і Apple II: Panzer Strike (1987), Typhoon of Steel (1988) і Overrun!  (1989). Крім того, ще в 1985 році Avalon Hill була представлена гра Under Fire!, але ігровий процес в ній виявився серйозно обмежений через недосконалість комп'ютерного «заліза» в ті роки.
У 1991 році з'являється розроблена компанією Blue Byte Software серія ігор Battle Isle, що являє собою фактично перенесення в комп'ютер настільної гри Squad Leader. Дія в ній відбувалася у футуристичному антуражі на вигаданій планеті Кромос (англ. Chromos), явно створеному під враженням від сетингу японської гри Nectaris. Для переміщення по карті використовувалася сітка з шестикутників. Гравцеві був наданий широкий вибір бойових юнітів, від піхоти до танків, бойових вертольотів і авіації, а також юнітів-розвідників і юнітів, які займаються логістикою — постачанням палива, підвезенням боєприпасів, побудовою доріг, окопів тощо. Пізніше на основі тієї ж концепції була створена багатокористувацька гра Incubation: Time Is Running Out (1997), що виділяється використанням повністю тривимірної графіки і підтримкою апаратного прискорення 3dfx Voodoo.
У 1995 році виходить гра Steel Panthers від Strategic Simulations, Inc., яка дуже нагадувала перенесену в комп'ютер настільну гру. У ній використовувалася традиційна для цього жанру камера, спрямована зверху вниз. Список сиквелів включав такі тайтли, як Steel Panthers II: Modern Battles (1996) та Steel Panthers III: Command Brigade 1939-1999 (1997), а також (неофіційні продовження) Steel Panthers: World at War!, Steel Panthers: World War II, і Steel Panthers: Main Battle Tank (2005).
Ще одна серія ігор, яка почала своє існування як комп'ютерний аналог Squad Leader/ASL — Combat Mission (з 2000). Хоча і не претендуючи на лаври першої тривимірної тактичної гри, вона стала еталонною для цього жанру з точки зору реалізму, багато в чому завдяки ретельно відпрацьованій системі пробивання броні. На відміну від попередніх ігор схожої спрямованості, таких, як M-1 Tank Platoon або Muzzle Velocity, в ній гравець здійснювався керування виключно віддаючи накази, як в реальному бою, без безпосереднього втручання «від першої особи» в хід битви. Незважаючи на застарілу графіку, перша гра серії — Combat Mission: Beyond Overlord — отримала дуже високі оцінки критиків. У 2002 і 2004 роках вийшли продовження, у яких були краще опрацьовані піхотні підрозділи, зокрема, режим ведення вогню «на придушення» і стрілянина з автоматичної зброї. У цих іграх з'явилася можливість перед кожним кроком задати кожному юніту ланцюжок дій, що складається з окремих наказів; після початку кроку, ігровий ШІ починав одночасно виконувати ці ланцюжки дій для всіх юнітів.

## Піджанри

### Тактичні варгейми (Tactical wargames)
Симулюють військовий конфлікт на тактичному рівні — від окремих бійців або одиниць військової техніки до відділення, взводу або роти. Кожна бойова одиниця має індивідуальні характеристики, засновані на її озброєнні та особливостях бойового використання.

### Тактичні рольові ігри (Tactical role-playing games)
Основна стаття Тактична рольова гра
Гібрид покрокової тактики та рольової відеогри. У більшості випадків передбачає розширені можливості кастомізації юнітів (переважно це люди чи людиноподібні істоти) і управління їх розвитком.

### Масові багатокористувацькі онлайн-ігри (MMO)
Основна стаття Масова багатокористувацька онлайн-гра
Існує деяка кількість масових багатокористувацьких ігор цього жанру, таких, як Gunrox, PoxNora або Riftforge. Проте з них тільки в Darkwind: War on Wheels (симулятор гонок зі стріляниною) є постійний світ (ігровий світ, який продовжує «існувати» і розвиватися навіть після того, як гравець виходить з гри). За сумісництвом, це один з небагатьох покрокових симуляторів гонок.

### Комплексні ігри
Деякі рольові відеоігри, такі, як, наприклад, The Temple of Elemental Evil, Pyrrhic Tales: Prelude to Darkness та ігри серії Gold Box кінця 1980-х — початку 1990-х років, де факто використовують бойову систему, засновану на тактичному покроковому бою, при цьому не заважаючи повноцінним тактичним RPG, оскільки в них акцент все ж робиться на рольову, а не бойову складову. Навпаки, деякі покрокові тактичні ігри, такі, як Jagged Alliance 2 і серія X-COM, фактично мають стратегічний рівень ведення бойових дій, що доповнює традиційний покроковий тактичний бій.